# Elasippo (figlio di Poseidone)
Elasippo è un personaggio della mitologia greca, uno dei dieci figli generati da Poseidone e Clito. 

## Mitologia
Sull'isola di Atlantide Clito e Poseidone ebbero dieci figli, il primo dei quali, Atlante, sarebbe divenuto in seguito il governatore dell'impero, mentre ad Eumelo, Anfere, Evemone, Mneseo, Autoctono, Mestore, Azae e Diaprepe spettò il governo di una delle dieci sezioni in cui fu divisa l'isola..
Elasippo così assunse il potere in una delle dieci zone ed in punto di morte la assegnò ai discendenti.